# Antonio López Habas
Antonio López, hiszp. Antonio López Habas (ur. 28 maja 1957 w Pozoblanco) – hiszpański piłkarz grający na pozycji obrońcy, trener piłkarski.

## Kariera piłkarska

### Kariera klubowa
W 1976 roku rozpoczął karierę piłkarską w zespole CD Pozoblanco. W sezonie 1977/78 grał w drużynie młodzieżowej Sevilla B, a potem debiutował w podstawowym składzie Sevilli. W 1980 przeszedł do Burgos CF. W 1982 przeniósł się do Realu Murcia. W 1985 został piłkarzem Atlético Madryt, w którym w następnym roku zakończył karierę.

## Kariera trenerska
W 1990 roku rozpoczął karierę trenerską, szkoląc młodzież w drużynie Atlético Madrileño. Od 1991 prowadził Las Rozas CF i Real Aranjuez CF. W 1993 roku dołączył do sztabu szkoleniowego reprezentacji Boliwii, w której pracował jako asystent, a w 1995 i 1996–1997 jako selekcjoner Boliwii. W latach 1994–1995 i 2000–2001 trenował boliwijski Club Bolívar, a w latach 1995–1996 hiszpański zespół UE Lleida. Od 1998 do 2008 pracował w Hiszpanii, gdzie prowadził kluby Sporting Gijón, Valencia CF, CD Tenerife i Celta Vigo. W 2009 został zaproszony do Afryki południowej, gdzie stał na czele Mamelodi Sundowns FC i Bidvest Wits FC. W sierpniu 2014 roku, po krótkim pobycie w systemie młodzieżowym Atlético Madryt, został trenerem w indyjskim Atlético de Kolkata, który został utworzony jako franczyza madryckiego klubu w Indian Super League. W inauguracyjnym sezonie Indian Super League zdobył mistrzostwo 2014. 25 kwietnia 2016 roku został mianowany na stanowisko głównego trenera do innego klubu ligowego FC Pune City. 16 września 2017 roku, po starciu z zarządem, odszedł z klubu. 
W maju 2019 trener wrócił do ATK. 15 marca 2020 roku podpisał kontrakt z nowo utworzonym ATK Mohun Bagan. 18 grudnia 2021 roku złożył rezygnację po słabych wynikach zespołu.

## Sukcesy i odznaczenia

### Sukcesy klubowe
Murcia
- mistrz Segunda División (D2): 1982/83

### Sukcesy trenerskie
reprezentacja Boliwii
- finalista Copa América: 1997

ATK
- mistrz Indian Super League: 2014, 2019/20